# Psalistops tigrinus
Psalistops tigrinus är en spindelart som beskrevs av Simon 1889. Psalistops tigrinus ingår i släktet Psalistops och familjen Barychelidae.
Artens utbredningsområde är Venezuela. Inga underarter finns listade i Catalogue of Life.